# Eloel
Eloel (Hebreeuws: אֱלוּל) is de twaalfde maand van het joodse jaar en telt 29 dagen.
Deze maand valt ongeveer samen met de tweede helft van augustus en de eerste helft van september van de algemene of gregoriaanse kalender.
Er vallen geen feest- of treurdagen in de maand eloel.